# Metlika

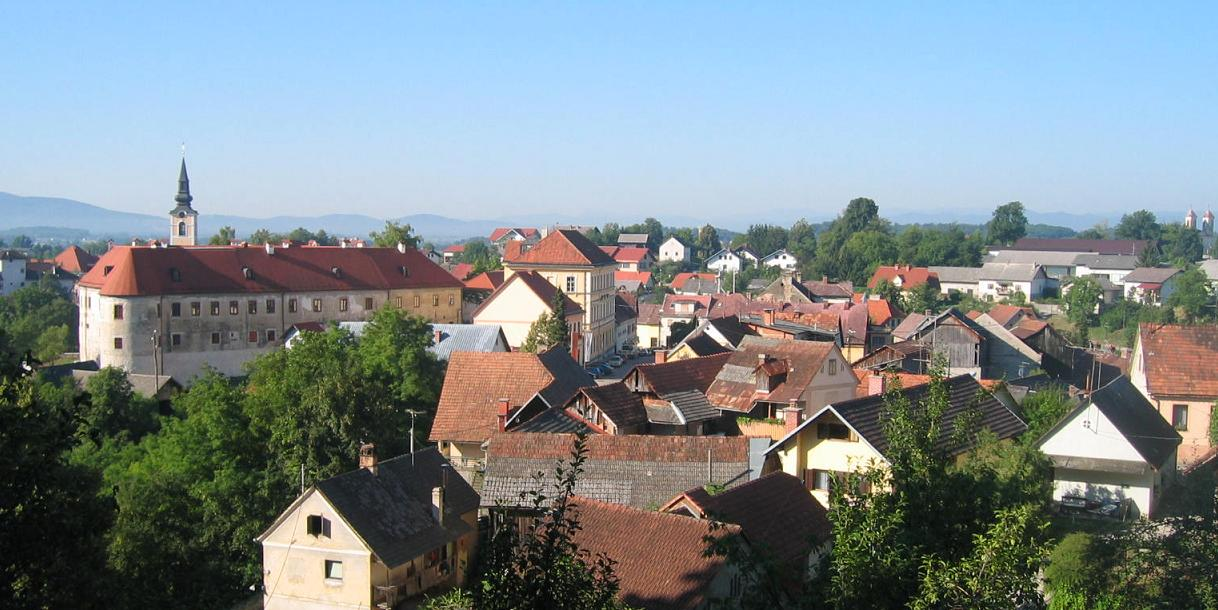
Metlika

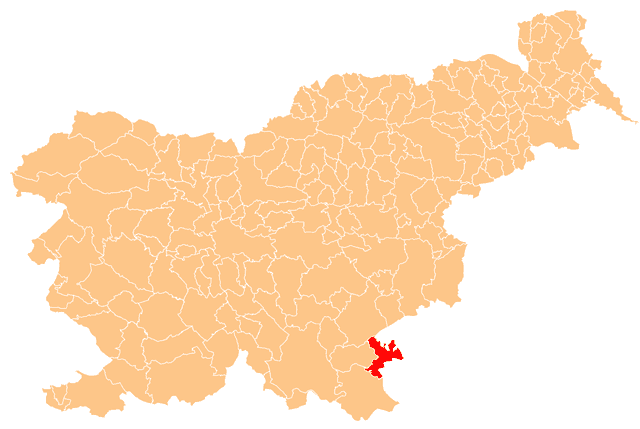
Metlikas läge i Slovenien

Metlika är en kommun i sydöstra Slovenien med 8 123 invånare (2008).